# Plochtchad Lenina (métro de Novossibirsk)
Plochtchad Lenina (en russe : Площадь Ленина et en anglais : Ploshchad Lenina) est une station de la ligne Leninskaïa du métro de Novossibirsk.
Mise en service en 1986, elle est desservie par les rames de la ligne Leninskaïa.

## Situation sur le réseau

Plan du métro (2017)

Établie en souterrain, la station Plochtchad Lenina, est une station de passage de la Ligne Leninskaïa du métro de Novossibirsk. Elle est située entre la station Krasny prospekt, en direction du terminus nord Zaïeltsovskaïa, et la station Oktiabrskaïa, en direction du terminus sud, Plochtchad Marksa.
Elle dispose d'un quai central encadré par les deux voies de la ligne.

## Histoire
La station Plochtchad Lenina est mise en service le 7 janvier 1986. La station est due aux architectes A. Getskine et aux artistes céramistes A. Kouznetsov.

## Services aux voyageurs

### Desserte
Plochtchad Lenina est desservie par les rames de la ligne Leninskaïa.

Installations et desserte
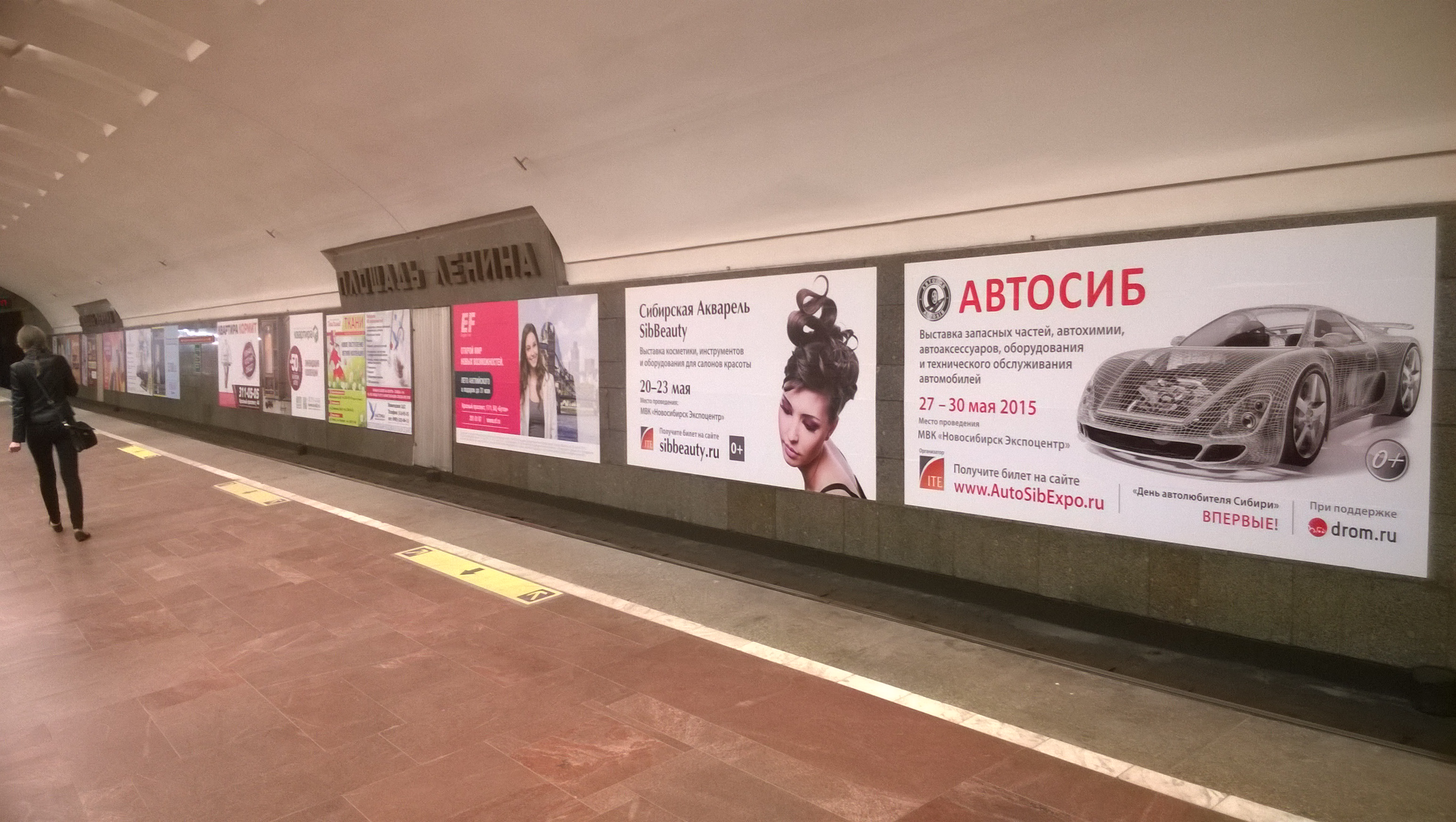
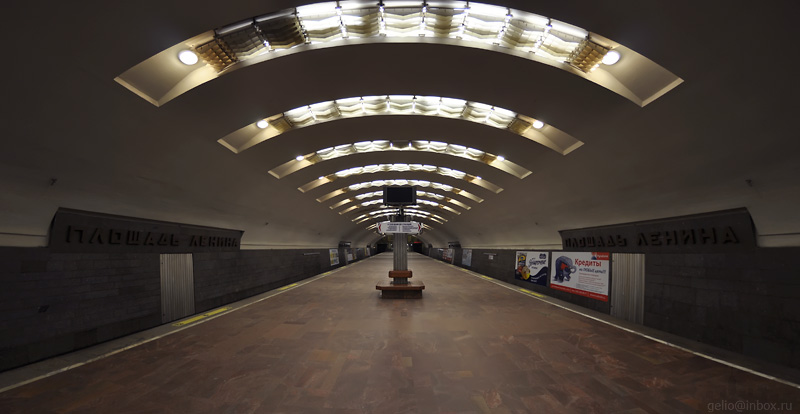
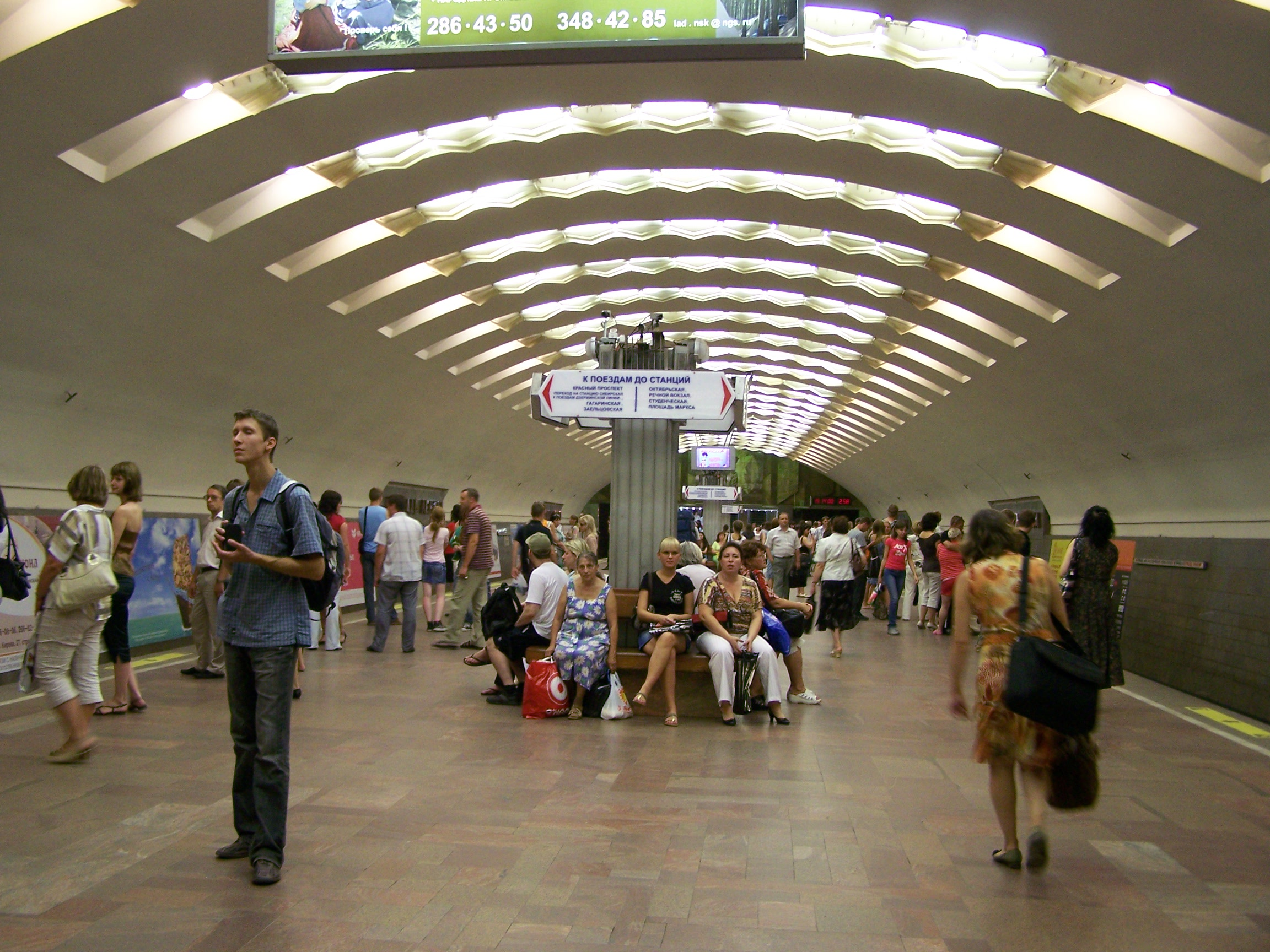